# Чумовица
Чумовица — река в России, протекает в Лузском районе Кировской области. Устье реки находится в 9 км по левому берегу реки Вонил. Длина реки составляет 11 км.
Исток реки в болотах в 8 км к югу от деревни Годово. Генеральное направление течения — север. Всё течение проходит по ненаселённому холмистому таёжному массиву. Впадает в Вонил в 2 км к югу от деревни Годово.

## Данные водного реестра
По данным государственного водного реестра России и геоинформационной системы водохозяйственного районирования территории РФ, подготовленной Федеральным агентством водных ресурсов:
- Бассейновый округ — Двинско-Печорский
- Речной бассейн — Северная Двина
- Речной подбассейн — Малая Северная Двина
- Водохозяйственный участок — Юг
- Код водного объекта — 03020100212103000012709